# Социология коммуникаций
Социоло́гия коммуника́ций — отрасль социологии, занимающаяся исследованием роли и места коммуникации в обществе, а также воздействием, которая она оказывает на сознание и поведение индивидов. Социология коммуникаций в основном имеет дело с изучением процессов передачи информации между социальными группами, а не межличностным общением, которым преимущественно занимается психология, поэтому вместо термина социология коммуникаций часто используется термин «социология массовых коммуникаций».
Существует, в основном, три фактора, влияющих на развитие социологии коммуникаций:
1. Социальные изменения — влияют на тему исследований.
2. Техника — появление новых средств массовой коммуникации.
3. Новые методы исследований — стимулируют появление новых исследований.

## История развития социологии массовых коммуникаций
Выделяются три этапа исследований массовых коммуникаций:
- 1920—1930 гг. — предполагалось, что массовая коммуникация обладает большими возможностями воздействия на общественное мнение и поведение людей;
- середина 1940-х — начало 1970-х гг. — под влиянием ряда эмпирических исследований уверенность во всемогуществе прессы сменилась более сдержанным отношением к ее возможностям воздействия на массовую аудиторию:
- начало 1970-х гг. — наст. время — возвращение к научным парадигмам первого этапа, но измененных новыми социальными реалиями, отсутствует какое-либо одно ведущее теоретическое направление.

### Концепции массовой коммуникации в исследованиях зарубежных социологов
Уолтер Липпман в работе «Общественное мнение» (1922) выдвинул идею о том, что к индивиду стереотипы «поступают» посредством материалов массовой коммуникации, во власти которой он так или иначе находится. Таким образом массовые коммуникации конструируют представления аудитории об окружающем мире, опосредовано воздействуя через сознание на поведение людей.
Гарольд Лассуэлл создал модель коммуникативного акта, используемой в том или ином виде всеми последующими исследователями — S — O — R. Сообщение здесь выступает в качестве стимула (S), принимающая сторона — в качестве организма (О), исследуемые эффекты — в качестве реакции (R).
Исследователи Йельского Университета под руководством Карла Ховланда пришли к выводу, что повышение эффективности влияния на аудиторию связано с необходимостью учета психологической структуры сознания людей. Основной фактор — не само сообщение, а совокупность особенностей индивидуального восприятия.
Одним из основоположников теории «минимального эффекта» является Пол Лазарсфельд, сделавший ряд открытий, касающихся ограниченного влияния массовой коммуникации на аудиторию, по результатам проводимых им исследований общественного мнения во время избирательных кампаний. В результате исследования американской радиоаудитории Лазарсфельд и его коллеги пришли к выводу, что информация из передач радио или печати зачастую попадает к «лидерам мнений» и уже от них к менее активным группам населения. Эти люди являются как бы генераторами общественного мнения, причем именно они являются наиболее активными потребителями массовой информации.
Маршал Маклюэн разработал так называемую «теорию средства». Основа концепции Маклюэна заключалась в том, что все прогрессивные этапы в развитии общества он причинно обусловливает развитием технических средств информационных связей. Главный тезис — «средство есть сообщение». Восприятие аудиторией информации и действительности зависит от того, каким средством и по какому каналу (с технической точки зрения) передана информация. Каждое средство информации формирует тем самым и сам ее характер, который соответственно влияет на восприятие мира. Из этого автор делает вывод о том, что технические средства коммуникации играют определяющую роль в формировании мыслей человека, ибо они структурируют его опыт и определяют его мнение об окружающем мире.
Исследователи творчества Маклюэна критикуют его за абсолютизацию воздействия технических средств массовых коммуникаций, за то, что он не считает эти средства нейтральными при передаче информационных сообщений, хотя практически никто (особенно психологи), в принципе, не отрицает того факта, что сообщение, переданное по разным информационным каналам, по-разному психологически воспринимается аудиторией. Еще до Маклюэна Г. Лассуэлл в своей ставшей классической схеме коммуникативного акта выделил звено «По какому каналу прошло сообщение», обратив, таким образом, внимание на важность средства коммуникации.

### Развитие отечественной социологии коммуникаций
Отечественная социология массовых коммуникаций развивалась в двух направлениях:
1. Социометрия, то есть велись исследования общественного мнения и социальных общностей как сфер, на которые непосредственно оказывает влияние деятельность массовых коммуникаций (Б. А. Грушин, Б. М. Фирсов, В. А. Ядов, Т. М. Дридзе и другие);
2. Разработка теоретических аспектов массовой коммуникации.

Существует два подхода в отечественном изучении массовой коммуникации:
1. Медиацентрический. Массовая коммуникация представляет собой некую замкнутую целостную систему, которая функционирует по собственным законам и которая влияет на формирование общественного мнения;
2. Социоцентристский. Деятельность массовой коммуникации обусловлена аудиторией, чьи мнения и взгляды она должна выражать через свои каналы.

В 1983 г. появилось первое определение массовой коммуникации в статье Ю. А. Шерковина в «Философском энциклопедическом словаре»:
«Массовая коммуникация — систематическое распространение сообщений (через печать, радио, телевидение, кино, звукозапись, видеозапись) среди численно больших рассредоточенных аудиторий с целью утверждения духовных ценностей и оказания идеологического, политического, экономического или организационного воздействия на оценки, мнения и поведение людей».
Некоторые авторы предлагают признать, что ключевой термин «массовая коммуникация» неотделим от синонимов — «средства массовой информации» (СМИ), «журналистика».
В последние годы становится заметным перемещение интереса из области теории журналистики в область социологии массовой коммуникации.

## Предмет и объект социологии массовых коммуникаций
Объектом исследования социологии массовой коммуникации, как и многих других гуманитарных и социальных наук, является массовая коммуникация как социальный процесс.
Предметом является совокупность основных понятий и проблем, способствующих обнаружению общих закономерностей социальной деятельности, исследование которых определяет структуру социологии массовой коммуникации как науки и включает в себя все уровни — от теоретического до уровня эмпирических исследований, распространяющихся как на исследование объекта массово-коммуникативной деятельности — массовую аудиторию, так и на исследование субъектов данной деятельности, а также структур непосредственно самих массовых коммуникаций и способов их функционирования.

## Функции
Основные функции массовой коммуникации в обществе:
1. Информационная функция: информирование о событиях и условиях жизни в обществе и мире; информационное обеспечение инновационных процессов;
2. Функция социальной связи: интерпретация происходящего; поддержка существующих норм и властных отношений; социализация; координация разнонаправленной социальной активности, формирование общественного согласия;
3. Функция обеспечение преемственности: выражение образцов доминирующей культуры, «узнавание» субкультур, новых культурных направлений; поддержание общности социальных ценностей;
4. Рекреативная функция: создание возможностей для отдыха и развлечения; снижение социальной напряженности;
5. Функция мобилизации: организация кампаний в связи с актуальными целями в политике, экономике, социальной сфере.

## Направления исследований массовой коммуникации
В рамках общей социологии исследуется система коммуникации как подсистема общества. С помощью методов системного подхода, структурно-функционального анализа, деятельностного подхода и других можно выявить место массовой коммуникации в структуре общества, ее роль в отношении общества в целом и его социальных подсистем.
Частная социология выявляет сущность массовой коммуникации, особенности, формирует ее функцию, исследует функционирование, выявляет содержание.
Существуют два направления эмпирических исследований:
1. социометрия;
2. медиаметрия.

Они охватывают и исследуют всю цепочку коммуникативного акта: коммуникатор, информационное сообщение, каналов средств массовой коммуникации и массовую аудиторию. Коммуникатор, в свою очередь, может быть персонифицированным (журналист, ведущий и т. д.) и безличным (конкретная передача, канал, газета и т. д.).
Еще одно направление — анализ сообщения, текста, который является носителем информации. Анализируется частота появления нужных характеристик. Контент-анализ дает представление о производителе массовой информации, намерении коммуникаторов.
Методы исследования — опросы (анкетирование, интервьюирование), дневники телезрителей и радиослушателей, данные аудиометрии, блиц-опросы, фокус-группы.